# Гришкино (Мамадышский район)
Гришкино — деревня в Мамадышском районе Татарстана. Входит в состав Куюк-Ерыксинского сельского поселения.

## География
Находится в северной части Татарстана на расстоянии приблизительно 17 км на север по прямой от районного центра города Мамадыш у речки Шия.

## История
Известна с 1710 как Кучу Помаш (Качи Памаш).

## Население
Постоянных жителей было: в 1782 году — 33 души мужского пола, в 1859 — 131, в 1897 — 197, в 1908 — 197, в 1926 — 186, в 1949 — 183, в 1958 — 217, в 1970 — 254, в 1979 — 222, в 1989 — 182, в 2002 году 169 (мари 98 %), в 2010 году 149.